# ジョゼフ・ナーヴァヒー

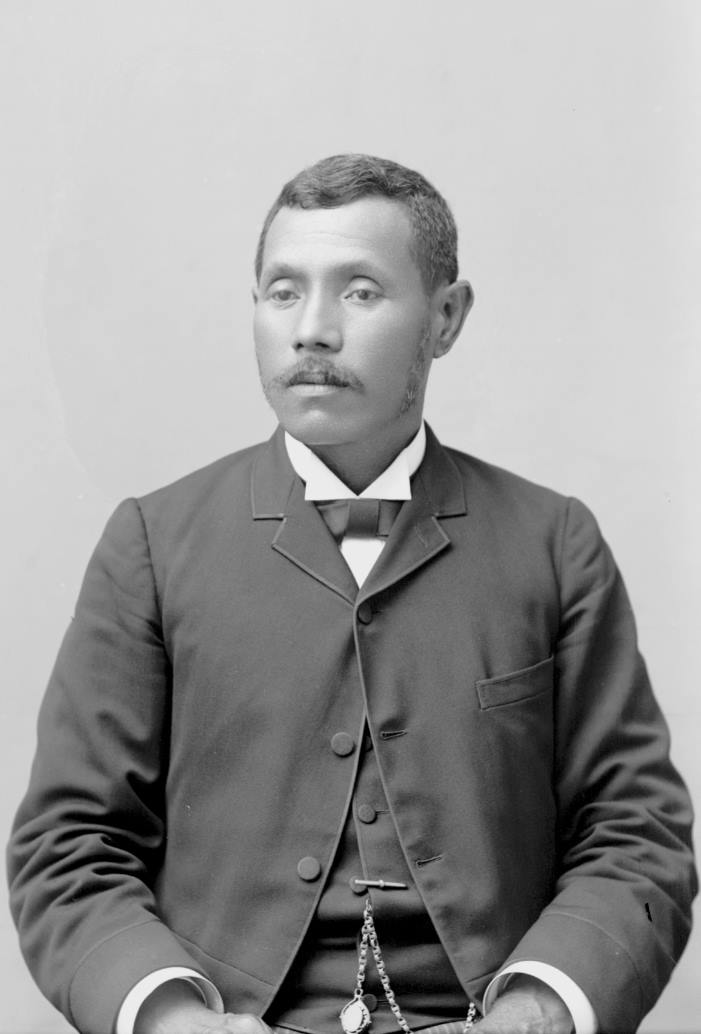
ジョゼフ・ナーヴァヒー外務大臣

ジョゼフ・ナーヴァヒー（Joseph Nāwahī、1842年1月13日 - 1896年9月14日）はハワイ人で、弁護士、州議会議員、画家、新聞発行人であった。

## 生涯
ジョゼフ・ナーヴァヒーはハワイ島プナで生まれた。教育はハワイ王立学校（Royal School）、ラハイナルナ高校（Lahainaluna High School）などで受け、長じてハワイ王国議会（Legislature of the Kingdom of Hawaii）議員となり（1872-1892年）、リリウオカラニ女王の下で政府要人として活躍した。

## 遺産
ハワイ語の使用禁止時代に、ハワイ語新聞を発行して（1892年）逮捕されたこともある。現在ハワイ島ヒロにあるハワイ語を使用する学校（幼稚園～高校）は「ナーヴァヒー校」（Nāwahī School）と呼ばれている。  